# بيتر روجرز
بيتر روجرز (بالإنجليزية: Peter Rogers)‏ هو سياسي بريطاني، ولد في 2 يناير 1940 في المملكة المتحدة. في انتخابات الجمعية الوطنية الويلزية 1999 ‏، انتخب عضو الجمعية الوطنية الويلزية الأولى عن دائرة شمال ويلز ‏ وقد انضم خلال فترته النيابية ‏ (6 مايو 1999 – 2 أبريل 2003) للكتلة البرلمانية الحزب الويلزي المحافظ.